# Robur der Eroberer

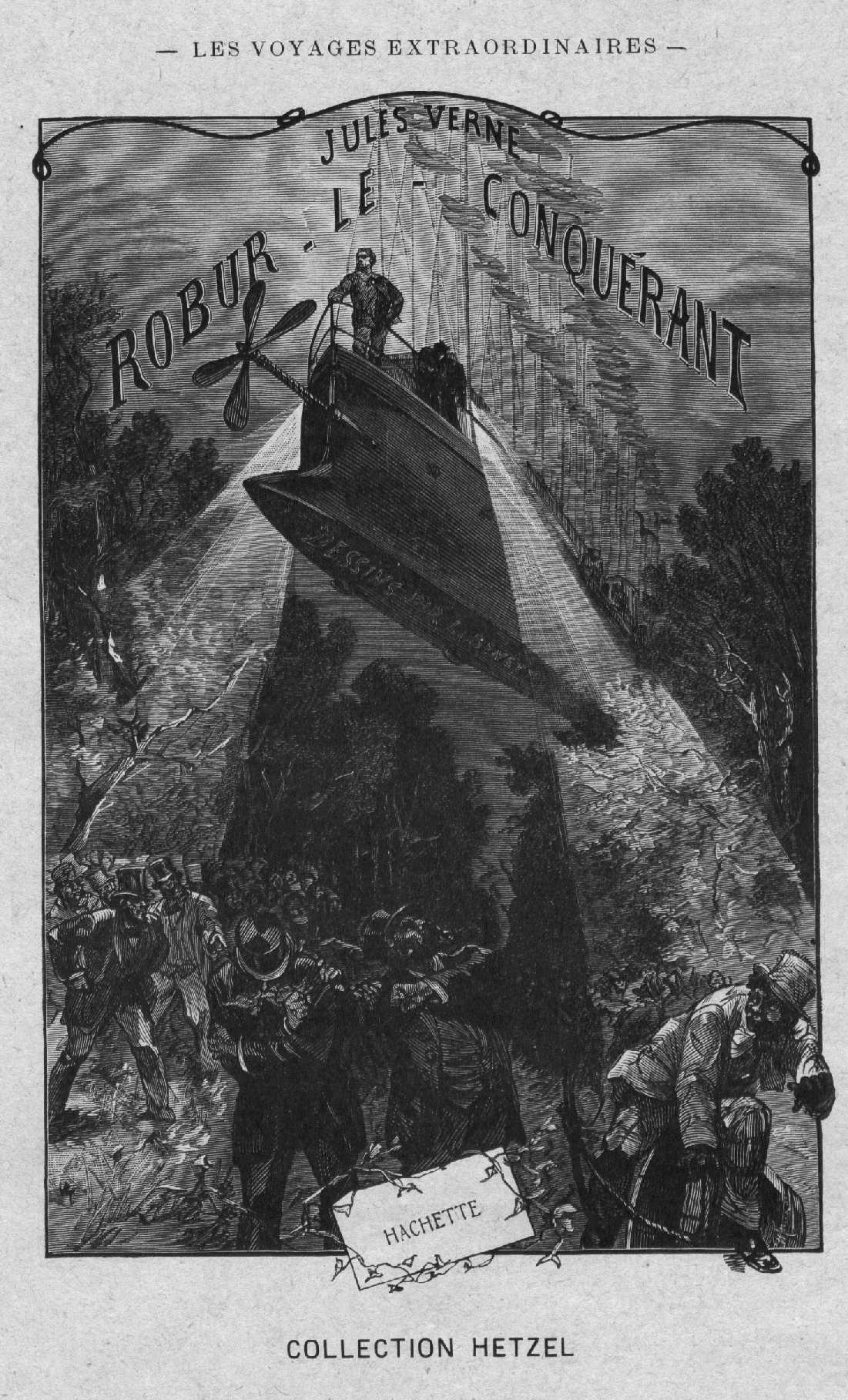
Titelblatt der französischen Originalausgabe mit einer Illustration von Léon Benett

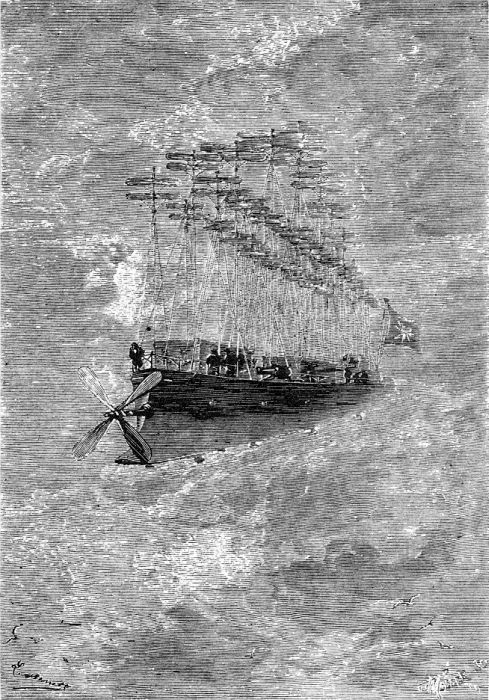
Die Albatros

Robur der Eroberer (auch Robur der Sieger, Robur der Flieger, französisch Robur-le-conquérant) ist ein Roman des französischen Autors Jules Verne. Der Roman wurde erstmals als Buch 1886 von dem Verleger Pierre-Jules Hetzel veröffentlicht. Eine Vorab-Veröffentlichung erfolgte im Journal des Débats politiques et littéraires in der Zeit vom 29. Juni bis zum 18. August 1886. Die erste deutschsprachige Ausgabe erschien 1887 unter dem Titel Robur der Sieger.

## Handlung
Die Geschichte beginnt in Philadelphia in den USA. Das dortige Weldon-Institut, ein Verein begeisterter Amateur-Luftschiffer, plant den Bau eines lenkbaren Luftschiffes. Die Mitglieder sind sich jedoch nicht darüber einig, ob der Propeller vorne oder hinten am Luftschiff angebracht werden soll. Ein Fremder namens Robur platzt in eine Mitgliederversammlung und erklärt, er habe bereits ein lenkbares Luftschiff mit einer Schraube vorne und einer Schraube hinten gebaut. Als er die anwesenden Mitglieder durch seine arrogante Art beleidigt, drohen sie ihm Prügel an. Robur zieht zwei Revolver. Im anschließenden Handgemenge verschwindet Robur.
Die Mitglieder suchen Robur in den Straßen Philadelphias, ohne ihn finden zu können. Onkel Prudent, der Präsident des Vereins, tritt zusammen mit Phil Evans, dem Schriftführer, den Heimweg an. Begleitet werden sie von dem Schwarzen Frycollin, Onkel Prudents furchtsamem Diener. Dabei diskutieren Onkel Prudent und Phil Evans über den Bau des Luftschiffes. Während sie diskutieren, gelangen sie in einen menschenleeren Park. Plötzlich werden sie überfallen und entführt.
Als sie wieder zu sich kommen, finden sie sich in einer dunklen Kammer wieder. Robur befreit sie. Onkel Prudent, Phil Evans und Frycollin befinden sich an Bord der Albatros, einer großen, von Robur erbauten Flugplattform, die mittels zweier Schrauben vorne und hinten sowie mit Rotoren wie bei einem Hubschrauber in der Luft gehalten wird und sich in alle Richtungen lenken lässt. Robur hat die beiden Mitglieder des Weldon-Instituts und ihren Diener entführt und zwingt sie, eine unfreiwillige Weltreise an Bord der Albatros mitzumachen.
Die Reise führt quer durch die Vereinigten Staaten über den Pazifischen Ozean nach China, von dort aus über den Himalaya nach Indien. Dort versuchen Onkel Prudent und Phil Evans vergeblich, von Bord der Albatros zu fliehen. Über dem Kaspischen Meer erteilt Robur Frycollin, der die ganze Zeit vor Angst schreiend in einer Kabine hockt, eine Lektion. Er setzt ihn in einen großen Korb, den er an einer langen Leine unter der Albatros baumeln lässt.
Onkel Prudent und Phil Evans werfen über Paris eine Tabaksdose, in der sich ein Hilferuf befindet, über Bord. In Afrika greifen die Männer der Albatros in eine Stammesfehde ein, indem sie von Bord der Albatros das Feuer auf eine Seite eröffnen. Onkel Prudent und Phil Evans greifen ebenfalls zu den Waffen und unterstützen die Männer der Albatros.
Als die Albatros in die Antarktis vordringt, wird einer der Propeller in einem Sturm beschädigt. Die Albatros fährt weiter Richtung Norden und legt an einer Insel an, um den Schaden zu reparieren. Während der Reparaturarbeiten fliehen die Gefangenen. Sie lassen eine Bombe an Bord zurück; die Albatros explodiert.
Onkel Prudent, Phil Evans und Frycollin kehren nach Philadelphia zurück. Das Weldon-Institut baut ein Luftschiff, das den Namen Go ahead erhält. Die Go ahead hat je eine Schraube vorne und hinten. Während des ersten Fluges der Go ahead sind auch Onkel Prudent und Phil Evans an Bord. Plötzlich taucht die Albatros auf und besiegt die Go ahead in einem Wettrennen. Als jedoch die Go ahead abstürzt, zieht Robur die Mannschaft auf die Albatros hinüber. Er landet und gibt die Mitglieder des Weldon-Instituts dem Spott der Öffentlichkeit preis. Anschließend verlässt die Albatros Philadelphia.

## Hintergrund
In dem Roman Robur der Eroberer nimmt Jules Verne die Erfindung des Hubschraubers vorweg. Ein Hubschrauber wie die Albatros wurde selbstverständlich nie gebaut. Die Albatros hat einen Schiffsrumpf mit Schrauben am Bug und am Heck, eine Plattform mit Aufbauten und 37 Stangen mit Propellern, so wird sie zumindest auf den Illustrationen der Erstausgabe dargestellt.
Die Figur des Robur erinnert an Kapitän Nemo aus 20.000 Meilen unter dem Meer, ist jedoch nicht so vielschichtig. 1904 erschien eine Fortsetzung mit dem Titel Der Herr der Welt.

## Verfilmung
Der Roman wurde in den Vereinigten Staaten 1960 unter der Regie von William Witney mit dem Titel Robur, der Herr der sieben Kontinente verfilmt, allerdings mit völlig anderer Anfangslegende. Darsteller sind Vincent Price als Robur, Henry Hull als Onkel Prudent, Charles Bronson als John Strock, Mary Webster als Dorothy Prudent und David Frankham als Philip Evans.

## Ausgaben
- Jules Verne (Autor), Hans-Peter Oswald (Hrsg.): Robur - Le Conquérant. Books on Demand, Norderstedt 2008, ISBN 978-3-8370-5856-7.
- Jules Verne: Robur, der Eroberer („Robur, le conquérant“). Diogenes-Verlag, Zürich 1982, ISBN 3-257-20412-4 (übersetzt von Peter Laneus).
- Jules Verne: Robur, der Sieger. Verlag Hartleben, Leipzig 1887 (deutsche Erstausgabe).